# Max Payne 3
Max Payne 3 je počítačová hra z roku 2012 navazující na tituly Max Payne a Max Payne 2: The Fall of Max Payne.

## Příběh
Po událostech v druhém díle Max opouští post detektiva v NYPD a po dalších devět let holduje alkoholu a své závislosti na prášcích proti bolesti - aby zapomněl na smrt své manželky, dcery a Mony Sax. Závislost na prášcích si nejspíše vybudoval jejich nadměrným využíváním (hra je nabízí jako formu léčení). Po konfliktu v New Jersey, kdy Max v baru v sebeobraně zastřelí syna místního mafiánského kápa, je donucen zmizet, aby si zachránil život o který usiluje otec zastřeleného mladíka. Na naléhání svého bývalého kolegy z policejní akademie, Raula Passose, se přestěhuje se do Brazílie, do města São Paulo, kde pracuje jako ochranka rodiny Branco. Stále ho ale provázejí problémy s alkoholem a závislostí na lécích, stejně tak staré vzpomínky. Max po atentátu na svého zaměstnavatele postupně rozmotává klubko konspirací, korupce v místní policii i politice a jejich spojitosti s místními gangy Comando Sombra a Crachá Preto. Hra začíná již v Brazílii a události vedoucí k Maxovu odstěhování z New Jersey jsou vyprávěny v průběhu hry retrospektivně formou jeho vzpomínek.